# سعد ياسين يوسف
سعد ياسين يوسف سعيد الحسيني (من مواليد 1957 - العمارة) هو شاعر وناقد وصحفي وأكاديمي عراقي، من مواليد محافظة ميسان، له قصائد مترجمة من اللغة العربية إلى الفرنسية والإنجليزية والأسبانية، وهو أحد ابرز الشعراء العراقيين، حاصل على الجائزة الأولى ليوم الشعر العالمي لمرتين متتاليتين في عامي 2012 و2013، شارك في عشرات الندوات النقدية والمهرجانات الشعرية، واحتفت به المدن الصربية مثل العاصمة بلغراد، ونيش، واعتمدت مجموعاته الشعرية في مكتباتها كأول مجاميع شعرية عربية فيها. وايضاً احتفت به الكثير من المهرجانات والندوات العراقية والعربية والعالمية، حتى لُقب بـ«شاعر الأشجار».

## الشهادات
- بكلوريوس كلية الآداب - قسم الإعلام - جامعة بغداد.
- دكتوراه في التاريخ الحديث والمعاصر للعلاقات الدولية.

## العضوية
- عضو في اتحاد العام للأدباء والكتاب في العراق.[12]
- عضو في رابطة الكتاب الأردنيين.
- عضو في اتحاد الأدباء والكتاب العرب.
- عضو في نقابة الصحفيين العراقيين.
- عضو في اتحاد الصحفيين العرب.

## مؤلفاته

### المجاميع
- قصائد حب للأميرة  «ك»  (مجموعة شعرية) عام  1994.
- شجر بعمر الأرض (مجموعة شعرية) / دار الشؤون الثقافية - بغداد عام 2002.
- في التضليل الإعلامي (دراسة في الإعلام الغربي) باللغتين العربية والفرنسية / وزارة الأعلام العراقية عام 2002.
- مجموعة (شجر الأنبياء)  2012 - دار الينابيع - دمشق.[13]
- مجموعة (أشجار خريف موحش)، بلغراد – صربيا - 2013.
- مجموعة  (الأشجار لاتغادر أعشاشها) بيروت 2016.[14][15]
- مجموعة (أشجار لاهثة في العَراء)، دمشق - 2018.
- مجموعة (الأشجار تحلّق عميقاً) عن دار أمل - دمشق - 2021.[16]

### القصائد[17]
- قذائف وشناشيل، مترجمة إلى عدة لغات.
- قيامة بابل، الفائزة بالجائزة الأولى للشعر في بلغراد عام 2013.

## الجوائز
- حائز على درع الجواهري من الاتحاد العام للأدباء والكتاب في العراق.
- حائز على شهادة الإبداع لعام 2013 من وزارة الثقافة العراقية.
- حائز على وسام الثقافة لعام 2015 من منتدى المثقفين في أمريكا وكندا ودول المهجر.
- حائز على وسام الثقافة لعام 2016ودرعها من اتحاد الأدباء الدولي.
- حائز على جائزة المثقف العربي للشعر ووسامه لعام 2016  من مؤسسة المثقف في أستراليا.
- فائز بالجائزة الأولى ليوم الشعر العالمي الذي أقيم في بلغراد لسنتين متتاليتين 2012، 2013.